# Çeltek (Şarkikaraağaç)
Çeltek ist ein Dorf im Landkreis Şarkikaraağaç in der türkischen Provinz Isparta. Es liegt 138 km nordöstlich von Antalya auf einer Höhe von etwa 1000 Metern über dem Meeresspiegel. Der zweitgrößte See der Türkei, Beyşehir-See, liegt in einer Entfernung von 3 km. Celtek liegt etwa 131 km östlich der Provinzhauptstadt Isparta und nur 12 km südlich der Kreisstadt Sarkikaraagac.
Im Jahr 2012 hatte die Dorfgemeinde 324 Einwohner. Im Sommer steigt die Einwohnerzahl bis auf 600 an, wenn die auswärts Lebenden aus Ankara, Antalya, Deutschland und Frankreich nach Celtek kommen.
Das Dorf besitzt eine relativ gut ausgestattete Gesundheitsstation und eine Grundschule. Darüber hinaus ist eine Trinkwasserversorgung vorhanden. Eine Kanalisation fehlt jedoch. Die Hauptstraße ist asphaltiert. Die Gemeinde besitzt eine gut ausgebaute Bewässerungsanlage.
Die Dorfbewohner leben fast ausschließlich von Viehzucht, Ackerbau, Fischerei und Kleinhandwerk.
Im Süden Çelteks liegt der Beyşehir-See, im Norden das Gebirge Sultandağları, ein Teil des Taurusgebirges. Im Osten des Ortes befindet sich der Berg Kızıldağ mit dem Kızıldağ-Nationalpark, der im Hinblick auf die Sauerstoffproduktion von großer Bedeutung ist. Der Nationalpark hat einen hohen Baumbestand aus Zedern, Fichten und Wacholderbäumen und beheimatet zahlreiche endemische Pflanzenarten.